# Way Down East (1920)
Way Down East is een Amerikaanse dramafilm uit 1920 onder regie van D.W. Griffith. De film werd destijds in Nederland uitgebracht onder de titel De groote zonde.

## Verhaal
De rijke Lennox Sanderson zegt dat hij wil trouwen met het plattelandsmeisje Anna Moore. Zij aanvaardt het aanzoek, maar ze weet niet dat de bruiloft nep is. Wanneer Anna hem vertelt dat ze in positie is, laat Lennox haar in de steek. Het kind van Anna sterft al spoedig. Anna loopt een trauma op en wijst vervolgens de avances van alle mannen af.

## Rolverdeling
| Acteur              | Personage             |
| ------------------- | --------------------- |
| Lillian Gish        | Anna Moore            |
| Richard Barthelmess | David Bartlett        |
| Mrs. David Landau   | Moeder van Anna Moore |
| Lowell Sherman      | Lennox Sanderson      |
| Burr McIntosh       | Squire Bartlett       |
| Josephine Bernard   | Emma Tremont          |
| Mrs. Morgan Belmont | Diana Tremont         |
| Patricia Fruen      | Zus van Diana         |
| Florence Short      | Rare tante            |
| Kate Bruce          | Mevrouw Bartlett      |
| Vivia Ogden         | Martha Perkins        |
| Porter Strong       | Seth Holcomb          |
| George Neville      | Rube Whipple          |
| Edgar Nelson        | Hi Holler             |
| Mary Hay            | Kate Brewster         |